# Miantochora subcaudata
Miantochora subcaudata är en fjärilsart som beskrevs av Claude Herbulot 1981. Miantochora subcaudata ingår i släktet Miantochora och familjen mätare. Inga underarter finns listade i Catalogue of Life.